# Helastia christinae
Helastia christinae là một loài bướm đêm trong họ Geometridae.